# Седулин, Эрнест Жанович
Эрнест Жанович Седулин (13 февраля 1898 года, Фрауэнбург, Курляндская губерния, ныне Салдусский край, Латвия — 3 октября 1946 года, Ленинск-Кузнецкий, Кемеровская область) — советский военный деятель, Генерал-майор (20 декабря 1943 года).

## Биография
Родился 13 февраля 1898 года во Фрауэнбурге Курляндской губернии ныне Салдусского края Латвии.

## Военная служба

### Первая мировая и гражданская войны
В июне 1915 года был призван в ряды Русской императорской армии, после чего был направлен в состав Финляндского 20-го Драгунского полка (11-я армия), после чего принимал участие в ходе боевых действий на Северном фронте. За боевые заслуги Седулин был произведён в старшие унтер-офицеры. В ноябре 1916 года был переведён в 1-й конный полк в Петрограде.
В октябре 1917 года вступил в отряд Красной гвардии по охране объектов Петрограда, а в апреле 1918 года был направлен красноармейцем в состав 1-го Петроградского конного полка (13-я кавалерийская дивизия), после чего принимал участие в боевых действиях на Восточном фронте против чехословацкого корпуса и войск под командованием адмирала А. В. Колчака.
В июне 1920 года был направлен на учёбу на 8-е Сибирские кавалерийские курсы, дислоцированные в Бийске. Во время учёбы принимал участие в ходе подавления кулацкого восстания в Омской губернии. После окончания курсов в августе 1921 года Седулин был назначен на должность командира взвода этих же курсов.

### Межвоенное время
В апреле 1922 года был назначен на должность инструктора кавалерийского дела 5-й инженерной школы среднего начсостава, дислоцированной в Томске, а в октябре того же года — на должность командира взвода специального класса на 8-х Сибирских кавалерийских курсах, а с января 1923 года служил в 21-й стрелковой дивизии на должностях командира взвода и начальника команды конных разведчиков 62-го стрелкового полка. В сентябре 1926 года был направлен на учёбу на Сибирские повторные курсы, дислоцированные в Иркутске, после окончания которых в августе 1927 года вернулся на прежнюю должность. В декабре того же года был назначен на должность помощника командира, затем — на должность командира отдельного эскадрона 21-й стрелковой дивизии. С июля 1929 года по январь 1930 года принимал участие в боевых действиях в ходе конфликта на КВЖД.
В 1931 году вступил в ряды ВКП(б).
В сентябре 1932 года был назначен на должность начальника 2-го отделения штаба 21-й стрелковой дивизии, в марте 1935 года — на должность помощника начальника 3-го отделения 1-го отдела штаба Приморской группы войск ОКДВА, а в феврале 1937 года — на должность начальника 2-го отделения и временно исполняющего должность начальника штаба 45-го стрелкового корпуса, однако с августа того же года Седулин находился под следствием органов НКВД и затем был уволен в запас. В декабре 1939 года был вновь призван в ряды РККА, после чего был назначен на должность начальника отделения тыла штаба 71-й стрелковой дивизии (Сибирский военный округ), дислоцированной в Кемерово, в августе 1940 года — на должность помощника начальника учебного отдела Канского пехотного училища, в апреле 1941 года — на должность начальника 1-го отделения штаба 201-й стрелковой дивизии (Сибирский военный округ), а в июне того же года — на должность начальника штаба 209-й моторизированной дивизии (Западный военный округ), дислоцированной в городе Ивье.

### Великая Отечественная война
С началом войны Седулин находился на прежней должности. Дивизия вела оборонительные боевые действия в районе города Лида, а затем отступала к Минску, однако к 28 июня, когда дивизия подошла к городу, он уже был занят войсками противника, после чего личный состав дивизии отдельными отрядами, один из которых возглавил Седулин, пытался прорваться по направлении к Березине и далее на могилёвском направлении. После прорыва окружения в районе Могилёва отряд под командованием Седулина соединился с 73-й стрелковой дивизией, при этом личный состав отряда вышел с оружием и документами. После выхода из окружения Седулин проходил проверку при штабе 20-й армии, после чего в октябре 1941 года был назначен на должность начальника штаба 222-й стрелковой дивизии (33-я армия) и принимал участие в ходе оборонительных боевых действий на Наро-Фоминском направлении, а затем в контрнаступлении под Москвой, а также при освобождении Наро-Фоминска, Боровска и пгт Верея.
В конце апреля 1942 года Седулин был назначен на должность командира 160-й стрелковой дивизии. За умелое командование вверенными ему войсками и проявленные при этом мужество и героизм Эрнест Жанович Седулин был награждён орденом Красного Знамени.
28 апреля 1943 года был назначен на должность командира 324-й стрелковой дивизии, которая в октябре того же года форсировала реку Проня, захватив плацдарм на западном берегу реки в районе села Завад-Вировая. В ноябре Седулин был ранен, после чего был направлен в госпиталь. После выздоровления 29 мая 1944 года был назначен на должность командира 8-й гвардейской стрелковой дивизии, однако уже 8 июня того же года был назначен на должность командир 90-го стрелкового корпуса, который участвовал в ходе Режицко-Двинской, Мадонской и Рижской наступательных операций, а также при освобождении городов Прейли и Рига.
В начале января 1945 года генерал-майор Эрнест Жанович Седулин был направлен в госпиталь по болезни и после выздоровления с февраля вновь командовал 90-м стрелковым корпусом, который принимал участие в ходе Кёнигсбергской наступательной операции. За умелое руководство корпусом в этой операции генерал-майор Э. Ж. Седулин был награждён орденом Суворова II степени.

### Послевоенная карьера
В августе 1945 года генерал-майор Эрнест Жанович Седулин был освобождён от должности по болезни и в декабре того же года был уволен в отставку. Умер 3 ноября 1946 года в Ленинском-Кузнецком (Кемеровская область).

## Награды
- Орден Ленина;
- Три ордена Красного Знамени;
- Орден Суворова 2 степени;
- Орден Кутузова 2 степени;
- Орден Отечественной войны 1 степени;
- Орден Красной Звезды;
- Медали;

### Иностранные награды
- Командор Ордена Британской Империи (Великобритания, 1944) [5]